# Leptonadatoides incurvata
Leptonadatoides incurvata är en fjärilsart som beskrevs av Sergius G. Kiriakoff 1968. Leptonadatoides incurvata ingår i släktet Leptonadatoides och familjen tandspinnare. Inga underarter finns listade i Catalogue of Life.